# 최강욱
최강욱(崔康旭, 1968년 5월 5일~)은 대한민국의 변호사, 정치인이다. 문재인 정부의 공직기강비서관, 제21대 국회의원(2020. 5. 30.~2023. 9. 18.)을 지냈으나 증명서 위조 혐의로 집행유예를 선고받고 의원직을 상실하였다.

## 생애
1968년 출생했다. 출생일은 1968년 5월 5일로 등록되어 있으나, 실제 생일은 1968년 3월 24일이라고 주장한다.
전라북도 남원군 사매면 출신이다. 삭녕 최씨 낭장공파 중 통례공파 승지공종중 25세손이다. 소설가 최명희 작가가 당고모이다.
1986년 서울대학교 법학과에 입학하였고, 1995년 서울대학교 대학원 법학 석사 학위를 받았다. 1994년 제11회 군법무관임용시험에 합격하여 제35보병사단 법무참모, 제3군단 법무참모 등을 역임하였다. 2004년 공금 횡령 혐의로 한미연합군사령부 부사령관인 신일순을 구속 기소했고, 장성 진급 비리 사건을 조사하여 육군참모총장이었던 남재준이 사의를 표명하게 했다. 
군법무관 퇴직 후 2005년 변호사 개업을 하여 법무법인 청맥 소속 변호사로 활동하였다. 2017년 6월 검찰 개혁에 관한 책을 공동 저술하였다.
2018년 9월 7일 문재인 정부의 대통령비서실 공직기강비서관으로 임명되었다. 2020년 5월 열린민주당 대표가 되었고, 열린민주당 비례대표로 제21대 국회의원에 당선되었다. 제21대 국회 법제사법위원회 위원을 지냈다. 2022년 더불어민주당 최고위원을 지냈다.
일간지  A씨가 쓴 "문 대통령에게 사전 요청하여 통화했다"라는 주장의 기사는 허위라며 A씨를 상대로 명예훼손을 이유로 손해배상을 청구하였으나, 2021년 2월 제1심에서 패소하였다. 즉, 법원에서는 허위가 아니라고 보았다. 
2021년 2월 조국 전 법무부장관 아들에게 허위 인턴 확인서를 써준 혐의로 기소되어 업무 방해 혐의로 1심과 2심에서 징역 8개월에 집행유예 2년을 선고받았다. 최강욱은 불복했지만 2023년 9월 대법원도 상고를 기각하여 형이 확정되면서 공직선거법과 국회법 규정에 따라 의원직을 상실했다.

## 범죄전력

### 허위 확인서 발급으로 입학사정업무 방해
1986년 서울대학교 법학과에 입학하였던 최강욱은 같은 학과 선배인 조국을 알게 되어 가깝게 지내왔고, 서울대학교 대학원 재학 당시에는 조국이 지도교수를 맡았으며, 2016년 경에는 조국의 처 정경심의 상속분쟁 소송을 대리하는 등 조국 및 조국의 처 정경심과 친분 관계를 맺어왔다.
2017년 10월 경 정경심의 아들 조◎이 대학원 지원을 앞두고 대학원 입학원서에 첨부서류로 제출할 경력이 필요하게 되자, 정경심 등은 최강욱에게 최강욱이 소속한 법무법인 청○에서 다양한 인턴 활동을 한 것처럼 허위 인턴 활동 확인서를 발급해달라고 부탁하기로 하였다.
2017년 10월 16일 13시 50분 경 정경심과 전화 통화를 한 최강욱은 이와 같은 취지의 부탁을 받았고, 정경심은 그날 23시 53분 경 최강욱에게 "조◎이 2017. 1. 10.부터 같은 해 10. 11. 현재까지 매주 2회 총 16시간 동안 변호사 업무 및 기타 법조 직역에 관하여 배우고 이해하는 시간을 갖고, 문서정리 및 영문 번역 등 업무를 보조하는 인턴으로서의 역할과 책무를 훌륭하게 수행하였음을 확인한다. 2017. 10. 11. 법무법인 청○ 지도변호사 최강욱"이라는 허위 내용이 기재된 허위 내용이 기재된 확인서 파일을 이메일로 송부하였다. 최강욱은 조◎이 2017년 경 법무법인 청○에서 문서정리 및 영문번역 등 업무를 보조한 사실이 없었음에도 불구하고, 이를 출력한 뒤 말미에 있는 '지도변호사 최강욱' 이름 옆에 자신의 인장을 날인하여 2017. 10. 11.자 변호사 최강욱 명의의 확인서를 허위로 발급한 다음 2017년 10월 17일 02시 05분 경 정경심에게 무엇인가를 준비해 놓았으니 오후 2시 경 찾아가라는 문자메시지를 발송하였다. 이를 전달받은 정경심은 2017년 10월 17일 15시 30분 경 서류를 잘 받았고 감사하다는 취지의 문자메시지를 최강욱에게 발송하였다.
정경심 등은 2017년 10월 경 조◎의 '2018학년도 전기 고려대 대학원 정치외교학과 입학시험' 지원 및 같은 해 11월 경 조◎의 2018학년도 전기 연세대 대학원 정치외교학과 입학시험' 지원을 위해 해당 입학지원서 경력란에 '2017년 1월 경부터 법무법인 청○에서 인턴 활동을 하고 있다'는 취지의 허위 내용을 각각 기재하였고, 이를 증빙하기 위해 최강욱으로부터 발급받은 2017. 10. 11.자 변호사 최강욱 명의 허위 확인서를 각각 첨부하여 해당 대학원 입학담당자에게 제출하였다. 이에 기초한 서류심사와 구술시험 결과 조◎은 2018학년도 전기 고려대 및 연세대 대학원 정치외교학과 입시에서 각각 최종 합격하였다.
이로써 최강욱은 정경심 등과 공모하여, 위계로써 고려대 및 연세대 대학원 입학담당자들의 입학사정업무를 방해하였다.
2021년 1월 28일 서울중앙지방법원은 업무방해 죄로 최강욱에게 징역 8월, 집행유예 2년을 선고하였다.
2022년 5월 20일 서울중앙지방법원 형사항소5-1부는 항소를 기각하고 원심판결을 유지하였다.

### 선거법 위반
조국과 정경심의 아들에게 허위 인턴확인서를 써주고도 선거운동 과정에서 거짓 해명을 했다는 혐의로 2021. 6. 8. 서울중앙지법 형사합의21-2부에서 벌금 80만원을 선고받았다.

## 학력
- 전주풍남국민학교 졸업
- 완산중학교 졸업
- 전라고등학교 졸업
- 서울대학교 법과대학 법학과 학사[13]
- 서울대학교 대학원 법학 석사(1995년)

## 경력
- 1994년: 군법무관 11회 합격
- 1997년: 사법연수원 26기 수료
- 국방부 검찰관
- 2006년~2010년: 방위사업청 옴부즈먼
- 2009년~2011년: 대한변호사협회 재개발 재건축위원회 위원
- 2010년 9월: 제18대 국회 윤리특별위원회 윤리심사자문위원회 위원, 국가인권위원회 인권교육 전문위원, 법무법인 <청맥> 변호사
- 2012년 8월: 방송문화진흥회 이사
- 2017년: 경찰청 경찰개혁위원회 수사개혁분과위원
- 2018년 9월~2020년 3월: 대통령비서실 민정수석비서관실 공직기강비서관
- 2020년 3월 8일~4월 19일: 열린민주당 최고위원
- 2020년 3월 8일~2022년 1월 14일: 열린민주당 당무위원
- 2020년 4월 15일: 대한민국 제21대 국회의원 선거 당선(비례대표, 열린민주당, 초선)
- 2020년 5월~2022년 1월: 열린민주당 당대표
- 2022년 1월~2022년 3월: 더불어민주당 최고위원
- 2025년 8월~: 더불어민주당 교육연수원장

### 의정 활동
- 2020년 5월 30일~2023년 9월 18일: 제21대 국회의원(비례대표, 열린민주당→더불어민주당, 초선)
  - 2020. 6.~2020. 11. 제21대 국회 전반기 국토교통위원회 위원
  - 2020. 11.~2022. 5. 제21대 국회 전반기 법제사법위원회 위원
  - 2022. 4.~2022. 5. 제21대 국회 국무총리(한덕수) 임명동의에 관한 인사청문특별위원회 위원
  - 2022. 7.~2023. 9. 제21대 국회 후반기 법제사법위원회 위원

## 저서
- 《법은 정치를 심판할 수 있을까》. 창비. 2017년. ISBN 9788936473600

### 공저
- 정봉주·최강욱·이재화·하어영. 《끝까지 물어주마》. 위즈덤하우스. 2015년. ISBN 9788960868861
- 최강욱·김의겸·금태섭·이정렬·김선수. 《권력과 검찰 ; 괴물의 탄생과 진화》. 2017년. 창비. ISBN 9788936486150

## 가족
- 자녀: 1남 3녀

## 역대 선거 결과
| 실시년도 | 선거  | 대수 | 직책     | 선거구   | 정당       | 득표수      | 득표율         | 순위         | 당락 | 비고 |
| -------- | ----- | ---- | -------- | -------- | ---------- | ----------- | -------------- | ------------ | ---- | ---- |
| 2020년   | 총선  | 21대 | 국회의원 | 비례대표 | 열린민주당 | 1,512,763표 | \| \| 5.42% \| | 비례대표 2번 |      | 초선 |
|          | 5.42% |      |          |          |            |             |                |              |      |      |

## 소속 정당
| 소속 정당 | 소속 정당    | 소속 기간 | 비고      |
| --------- | ------------ | --------- | --------- |
|           | 무소속       | 2018~2020 | 정계 입문 |
|           | 열린민주당   | 2020~2022 | 입당      |
|           | 더불어민주당 | 2022~현재 | 합당      |

## 같이 보기
- 대한민국 제21대 국회의원 선거 열린민주당 후보 목록#비례대표